# Ruth Schloss

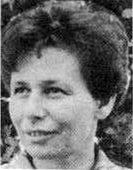
Ruth Schloss

Ruth Schloss (geb. 22. November 1922 in Nürnberg; gest. 6. Juli 2013 in Kfar Schmarjahu, Israel) war eine israelische Malerin und Illustratorin deutscher Herkunft.

## Leben und Werk
Ruth Schloss wurde in Nürnberg als zweite von drei Töchtern in eine jüdische Familie geboren. Der Vater Ludwig war ein assimilierter, sozialdemokratisch orientierter Schreibwarenhändler, die Mutter gründete einen liberalen Kindergarten. Die ersten Schuljahre besuchte sie die Nürnberger Holzgartenschule, anschließend ein Mädchenlyzeum. Die Familie zog 1934 nach Stuttgart, wo Ruth Schloss eine Waldorfschule besuchte.
Nach der Machtergreifung Hitlers 1933 emigrierte die Familie 1937 ins britische Mandatsgebiet in Palästina und ließ sich in der landwirtschaftlichen Siedlung in Kfar Shmaryahu nieder. Von 1938 bis 1942 besuchte Ruth Schloss die Bezalel School of Arts and Craft in Jerusalem. Nach ihrem Abschluss illustrierte sie Bücher. Von 1949 bis 1951 studierte sie an der Académie de la Grande Chaumière in Paris. Zurück in Israel verbrachte sie eine Zeit lang in einem Kibbuz; 1953 kehrte sie in ihr Elternhaus in Kfar Schmarjahu zurück, wo sie bis zu ihrem Tod 2013 lebte.
Ruth Schloss heiratete 1951 den Vorsitzenden der Hashomer Hatzair Arbeiterpartei, Benjamin Cohen. Sie hatte zwei Töchter.

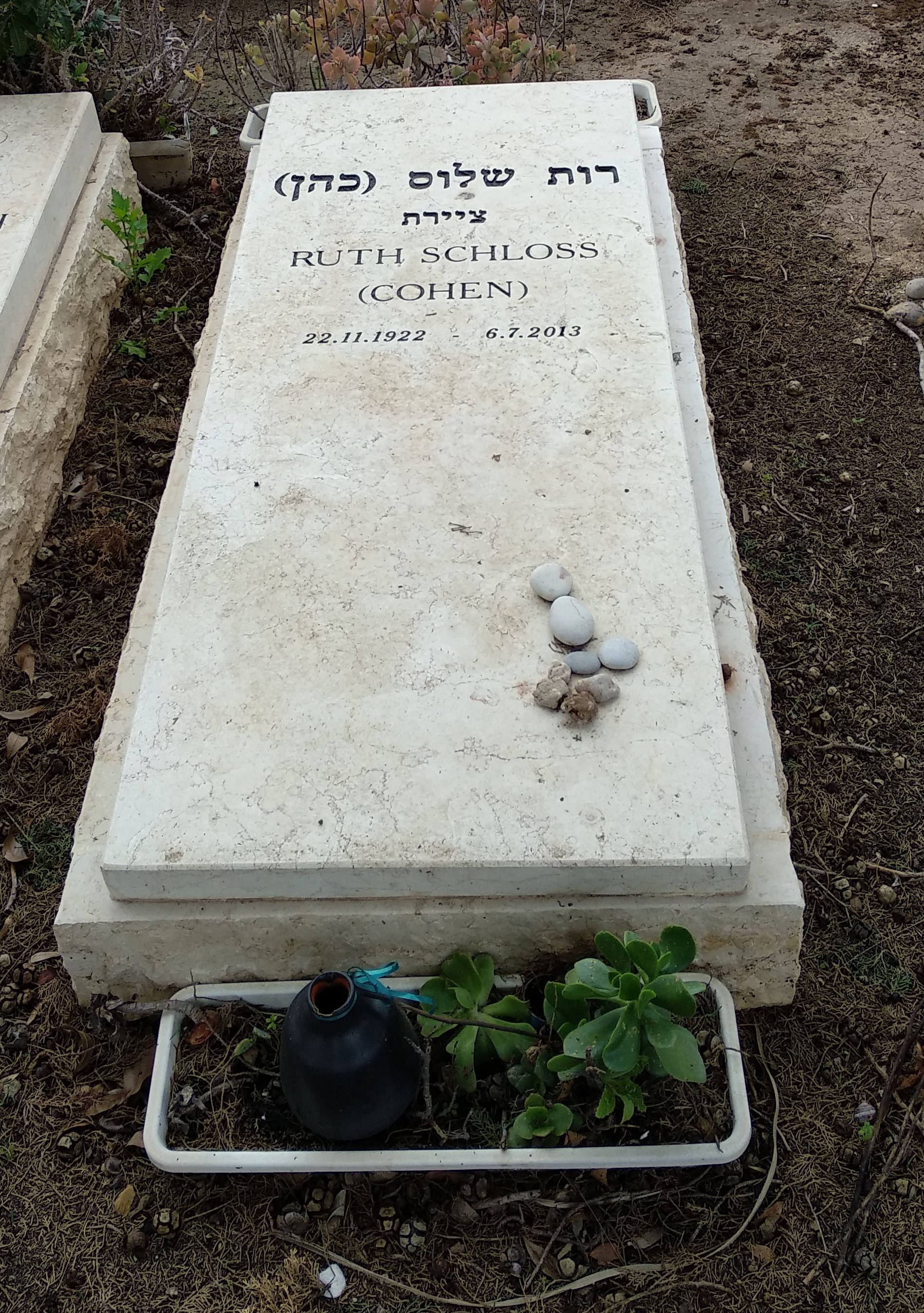
Grab von Ruth Schloss

Von 1960 an hatte sie mehr als 20 Jahre lang ein Atelier in Jaffa. Sie stellte im Tel Aviv Museum of Art und im Israel Museum in Jerusalem aus. 1991 richtete das Herzliya Museum of Contemporary Art die erste Retrospektive ihres Werkes aus.
In ihren Zeichnungen und Gemälden drückt Ruth Schloss hauptsächlich sozialen Protest aus, sie malte gegen die Ungerechtigkeit in der Welt. In den späten 1940er und 1950er Jahren zeichnete Ruth Schloss oft das soziale Elend, das sie sah: Bilder von neuen Immigranten in Flüchtlingslagern und Lazaretten, Arbeitslosen, sozial Schwachen. Sie thematisiert in ihren Bildern die Traumata des Krieges, den Tod von Israelis und Arabern, das Leiden der Menschen durch den Verlust von geliebten Menschen und der Lebensgrundlage, den Holocaust. Ihre Tuschzeichnung Mother and Child (1953) zeigt eine Frau mit einem kleinen Kind auf dem Schoß, den Kopf erschöpft oder verzweifelt in den Nacken geworfen. Dies und ähnliche Bilder wurden oft mit Käthe Kollwitz Frau mit totem Kind (1903) verglichen.
Gegen Ende der 1950er Jahre wurde der realistische, sozialistische Malstil von der abstrakten Malerei abgelöst, sie jedoch blieb ihrem Stil treu, verlor aber an Popularität.
In den letzten Jahrzehnten waren das Altern, Menschen in Pflegeheimen und Krankenhäusern, Frauen und Kinder ihre Themen. In ihren Bildern drückt sie ihr Verständnis und Mitleiden und ihr Verständnis für die Dargestellten aus. In ihren letzten Jahren malte sie überwiegend Acryl auf Leinwand – großflächige Tierbilder, Alte, Gefangene.

## Preise und Ehrungen
- 1965 Silbermedaille in einer Internationalen Ausstellung in Leipzig.
- 1977 Artist-in-Residence, The Cité Internationale des Arts, Paris, France